# 杉口秀樹
杉口 秀樹（すぎぐち ひでき、1979年8月11日 - ）は、日本のスタントマン。徳島県牟岐町出身。所属はフリー。NPO法人日本エクストリームマーシャルアーツ協会代表理事。 XMA-JAPAN代表。スタジオBOSなどで講師を務める。総合エンターテイメントユニット紅音-akane-メンバー。海陽町立海南中学校、徳島県立海南高等学校卒業。血液型はO型。

## 人物
徳島県牟岐町で生まれ、中学2年生時に海南町に転居。
小学2年生時に親戚の影響で器械体操を始め、スタントマンを志す。大学卒業後、2002年にジャパンアクションエンタープライズ養成部に入り、卒業後は同事務所に所属しスタント活動を開始。デビュー作は『戦国無双』のモーションキャプチャー。
2007年にアルファスタントに移籍。2008年に『KAMEN RIDER DRAGON KNIGHT』に出演するため渡米。同番組の出演者にエクストリーム・マーシャルアーツのチャンピオンがおり、基礎を学ぶ。2010年に帰国し、神戸豊とともにパフォーマンスチームrasen（現 - XMA-JAPAN）を結成しXMAの普及活動を開始。2012年にNPO法人日本エクストリームマーシャルアーツ協会を設立し、代表理事となる。2014年にフリーのスタントマンとなる。

## 出演

### テレビ
- 大河ドラマ
  - 武蔵 MUSASHI（2003年） - 兵士役
  - 義経（2005年） - 兵士役
  - 功名が辻（2006年） - 兵士役
- スーパー戦隊シリーズ
  - 爆竜戦隊アバレンジャー（2003年 - 2004年）
  - 特捜戦隊デカレンジャー（2004年 - 2005年）
  - 魔法戦隊マジレンジャー（2005年 - 2006年）
  - 轟轟戦隊ボウケンジャー（2006年 - 2007年）
  - 海賊戦隊ゴーカイジャー（2011年 - 2012年） - ワイアーアクション
- 3年B組金八先生 第7シリーズ（2004年） - 不良役、スタント
- 時効警察（2006年） - スタント
- のだめカンタービレ（2006年） - スタント
- ULTRASEVEN X（2007年） - スタント
- キューティーハニー THE LIVE（2007年 - 2008年） - スタント
- MAGISTER NEGI MAGI 魔法先生ネギま!（2007年 - 2008年） - スタント
- 仮面ライダーシリーズ
  - KAMEN RIDER DRAGON KNIGHT（2009年） - 仮面ライダードラゴンナイト、仮面ライダースティング、仮面ライダーアックス、仮面ライダーセイレーン
  - 仮面ライダーウィザード（2012年 - 2013年） - XMAコーディネーター、仮面ライダーウィザード
- 俺たちは天使だ! NO ANGEL NO LUCK 第10話（2009年9月2日、テレビ東京）
- 大魔神カノン（2010年） - トモスケ（オンバケ態）、ハシタカ（オンバケ態）、キリノハ（オンバケ態）
- 荒川アンダー ザ ブリッジ（2011年） - スタント
- 牙狼-GARO- 〜MAKAISENKI〜（2011年） - スタント
- 妖怪人間ベム（2011年） - スタント
- 牙狼-GARO- 〜闇を照らす者〜（2013年） - スタント
- 放課後グルーヴ（2013年） - スタント
- タンクトップファイター（2013年） - スタント
- 死神くん（2014年） - スタント
- アイアングランマ（2015年） - 暗殺者役
- 陰陽師（2015年）
- 精霊の守り人（2016年） - ユン役

### 映画
- CASSHERN（2004年） - スタント
- 亀は意外と速く泳ぐ（2005年） - スタント
- 仮面ライダーシリーズ
  - 劇場版 仮面ライダー剣 MISSING ACE（2004年）[8]（ノンクレジット）
  - 劇場版 仮面ライダー響鬼と7人の戦鬼（2005年）
  - 劇場版 仮面ライダーカブト GOD SPEED LOVE（2006年）[9]（ノンクレジット）
  - 仮面ライダー×仮面ライダー フォーゼ&オーズ MOVIE大戦MEGA MAX（2011年）
  - 仮面ライダーフォーゼ THE MOVIE みんなで宇宙キターッ!（2012年） - スタント、ワイヤーリガー
  - 仮面ライダー×仮面ライダー ウィザード&フォーゼ MOVIE大戦アルティメイタム（2012年） - スタント、XMAコーディネーター
  - 劇場版 仮面ライダーウィザード in Magic Land（2013年） - スタント、XMAコーディネーター
  - 仮面ライダー×仮面ライダー 鎧武&ウィザード 天下分け目の戦国MOVIE大合戦（2013年） - XMAコーディネーター
- 男たちの大和/YAMATO（2005年） - スタント
- 蒼き狼 〜地果て海尽きるまで〜（2007年） - スタント
- 図鑑に載ってない虫（2007年） - スタント
- 転々（2007年） - スタント
- 椿三十郎（2007年）
- ネガティブハッピー・チェーンソーエッヂ（2008年） - スタント
- 少林少女（2008年） - スタント
- 蟹工船（2009年） - スタント
- 大怪獣バトル ウルトラ銀河伝説 THE MOVIE（2009年） - スタント
- SPACE BATTLESHIP ヤマト（2010年） - スタント
- スマグラー おまえの未来を運べ（2011年） - スタント
- ALWAYS 三丁目の夕日'64（2011年） - スタント
- ウルヴァリン:SAMURAI（2013年） - ヤクザ6役
- 劇場版 獣電戦隊キョウリュウジャー ガブリンチョ・オブ・ミュージック（2013年） - ワイヤーリガー
- ガッチャマン（2013年） - スタント
- 永遠の0（2013年） - スタント
- 寄生獣（2014年） - スタント
- 劇場版 ウルトラマンギンガS 決戦!ウルトラ10勇士!!（2015年）
- 進撃の巨人 ATTACK ON TITAN（2015年） - スタント
- 進撃の巨人 ATTACK ON TITAN エンド オブ ザ ワールド（2015年） - スタント
- Wolf of Vengeance（2016年）
- 東京喰種トーキョーグール（2017年） - メインスタント
- 破裏拳ポリマー（2017年）スタント
- 牙狼〈GARO〉 神ノ牙-KAMINOKIBA-（2018年）スタント
- あの頃、君を追いかけた（2018年）

### オリジナルビデオ
- ウルトラマンメビウス外伝 ゴーストリバース（2009年）
- 仮面ライダーW RETURNS（2011年）ワイヤーリガー
  - 仮面ライダーアクセル
  - 仮面ライダーエターナル

### ネット配信
- 進撃の巨人 ATTACK ON TITAN 反撃の狼煙（2015年） - スタント

### CM
- ジョージア ザ･プレミアム（2017年） - メインスタント

### 舞台
- スーパー戦隊シリーズスカイシアターショー
  - 爆竜戦隊アバレンジャー（2003年 - 2004年）
  - 特捜戦隊デカレンジャー（2004年 - 2005年）
  - 魔法戦隊マジレンジャー（2005年 - 2006年）
  - 轟轟戦隊ボウケンジャー（2006年 - 2007年）
- 太陽なんか怖くない The Hotel Van Van Pu（2013年）

### ゲーム
- 戦国無双（2004年） - モーションキャプチャー
- 龍が如く 見参!（2008年） - モーションキャプチャー
- バイオハザード5（2009年） - ユーティリティスタント
- メタルギア ライジング リベンジェンス（2013年） - モーションキャプチャー
- ドラゴンクエストXI 過ぎ去りし時を求めて（2017年） - 勇者、カミュ